# Elvira Bermells Martínez
Elvira Bermells Martínez   (València, 15 de gener de 1881 - segle XX) fou una professora d'història vinculada a l'Escola Normal de Castelló de la Plana i a l'Escola Normal de Valladolid.

## Biografia
Fou mestra de primer ensenyament elemental des del 1895, i el 1896 va obtenir el títol de mestra de primer ensenyament superior. Elvira Bermells va iniciar la seua tasca docent el 1916 com a professora numerària d'Història i Geografia a l'Escola Normal de Castelló de la Plana.
Va ser secretària de l'Escola des de febrer de 1918 fins a abril del mateix any, i directora des de gener de 1919 fins a novembre de 1925. Va cessar en el seu càrrec com a professora numerària de l'Escola de Castelló en virtut de concurs de trasllat per a l'Escola de Valladolid, concedit per Reial Ordre de 23 de setembre de 1927.
En aquesta època, corresponent al regnat d'Alfons XIII, hi havia a Espanya un alt nivell d'analfabetisme, penúria d'escoles, sobretot en les poblacions rurals, falta de mestres, ajornament de les reformes o plans de renovació promesos pels polítics. A tot això s'unia el centralisme de l'ensenyament, sobretot de la inspecció, que ocasionava la burocràcia de l'administració educativa i la quasi nul·la activitat de les institucions provincials i municipals.
Quan va pujar Primo de Rivera al poder, els regeneracionistes esperaven que es compliren una sèrie de reivindicacions educatives: creació de noves escoles; assistència escolar obligatòria apel·lant a la responsabilitat de pares i tutors; contribució dels ajuntaments a la construcció i al manteniment dels centres; la major col·laboració de professionals no docents - metges, sacerdots, jutges, etc.- per a una educació integral de l'alumne.
Per part dels professionals de l'ensenyament s'hi van dipositar àmplies esperances. Així, l'Associació Nacional del Magisteri Primari, a través de la seua Comissió Executiva, proposava al nou govern les reformes següents: accentuació del caràcter nacional públic de l'escola primària; la unificació del personal docent primari (mestres, professors, inspectors) com correspon a una escola unificada; creació d'una Facultat de Pedagogia per a una millor preparació universitària del magisteri; major presència dels mestres en les reformes educatives i major capacitat d'intervenció del magisteri en l'elecció dels seus representants, per exemple del Consell d'Instrucció Pública; l'adequada retribució del magisteri i la consegüent modificació de l'Estatut del Magisteri; altre peticions relatives a l'emplaçament i instal·lació de les escoles.
No obstant això, les esperances del Govern de Primo de Rivera no es van complir en el sector educatiu i el Govern actuava cada vegada més de manera totalitària.
A l'Escola Normal, durant el període en què va actuar com a directora Elvira Bermells es va continuar aplicant el pla Bergamín, amb una pedagogia enciclopedista i poc crítica. D'altra banda, la influència de l'església es va fer notar a l'Escola Normal Femenina. Durant la direcció d'Elvira Bemells, al maig de 1925, s'entronitza el Cor de Jesús, tant a l'escola graduada com a l'escola Normal de Mestres. Cal destacar que el pare Faulí donava classes de religió en aquesta Escola Normal i tenia una confessionalitat religiosa integrista. Eren ben coneguts els articles que publicava en el periòdic La Verdad en què atacava la teoria de Darwin. També organitzava actes litúrgics a fi de recristianitzar la societat, com ara el pelegrinatge a l'església de Vila-real.
No és estrany, per tant, que durant aquests anys el claustre de la Normal, mentre n'era directora Elvira Bermells, patrocinara un premi en els jocs florals de la ciutat de Castelló sobre la posició de les dones davant del neomaltusianisme, l'adulteri, la prostitució, l'avortament i l'alcoholisme dels seus marits. Aquest premi va ser concedit l'any 1925 al metge Tuixans, per la seua obra La mujer castellonense en el pasado y en los momentos actuales. Orientaciones para su desenvolvimiento futuro.